# Verwaltungsgemeinschaft Pielenhofen-Wolfsegg
Die Verwaltungsgemeinschaft Pielenhofen-Wolfsegg liegt im Oberpfälzer Landkreis Regensburg und wird von folgenden Gemeinden gebildet:
1. Pielenhofen, 1645 Einwohner, 14,52 km²
2. Wolfsegg, 1491 Einwohner, 15,34 km²

Sitz der Verwaltungsgemeinschaft ist Wolfsegg. Gemeinschaftsvorsitzender ist derzeit der Bürgermeister der Gemeinde Pielenhofen, Rudolf Gruber. Der Bürgermeister der Gemeinde Wolfsegg, Roland Frank, ist erster Stellvertreter.

## Geschichte
Im Rahmen der Gemeindegebietsreform war zunächst 1971 eine Verwaltungsgemeinschaft mit den Gemeinden Pielenhofen, Pettendorf und Wolfsegg vorgesehen. Dazu kam es jedoch zunächst nicht. 1975 wurde diese Planung von der Regierung wieder aufgenommen und realisiert. Am 1. Mai 1978 wurde die Verwaltungsgemeinschaft Pettendorf, bestehend aus Pielenhofen, Pettendorf und Wolfsegg mit Sitz in Pettendorf gegründet. Am 1. Januar 2002 wurde Pettendorf aus dieser Verwaltungsgemeinschaft entlassen und bildet seither eine Einheitsgemeinde. Der Verwaltungssitz der verbliebenen Gemeinschaft Pielenhofen-Wolfsegg wurde nach Wolfsegg verlegt.